# Коктас (Жуалинський район)
Кокта́с (каз. Көктас) — село у складі Жуалинського району Жамбильської області Казахстану. Входить до складу Карасазького сільського округу.
У радянські часи село називалось Юсуповка.
Населення — 171 особа (2021; 175 у 2009, 201 у 1999, 210 у 1989).